# 三方楽所
三方楽所（さんぽうがくそ）は、江戸時代初期に制度化された雅楽の伝承組織で、一方17人ずつ計51人からなる。
三方とは宮中方（宮廷・京都）、南都方（興福寺・奈良）、天王寺方（四天王寺・大阪）のそれぞれの楽所を指し、これらの総称として江戸以前についても用いる。またここに属する雅楽家を三方楽人（さんぼうがくにん）と総称する。

## 歴史
古代律令制では雅楽寮が置かれていたが、しだいに諸家が家芸として独占的に世襲するようになり、律令制度の解体に伴って10世紀に蔵人所におかれた楽所（がくそ）に実質が移ることになる。ほぼ同時期に南都や天王寺にも楽所が成立し、これらの楽所に属する楽人らも宮廷に召されて雅楽が行われていた。しかし応仁の乱を端緒とする動乱によって京都の楽人は四散してしまい、宮廷雅楽は南都や天王寺の楽人らによって細々と行われる程度に衰退する。
安土桃山時代になると、正親町天皇・後陽成天皇などによって南都（奈良）や天王寺の楽人の一部に京都移住が命じられるようになり、四散していた京都の楽人も次第に京都へ帰還するようになった。江戸幕府が成立した慶長8年（1603年）の『禁裏様楽人衆』には三方あわせて24人の名前がみえる。江戸時代初期の三方楽人の経済力は38家合わせても250石程と貧弱であり、寺社勢力に保護された南都方や天王寺方はともかく、公家に隷属していた京都方では、生活に困窮していたようである。寛文5年（1665年）の家康50回忌法要に際して三方楽人57名が江戸に向かい、三方楽所領2000石が給されることになった。三方楽所領2000石は五ツ物成で、分配内訳は以下の通りであった。
| 家領米 | 510石  | 三方17名ずつ計51名に10石ずつ |
| 師匠料 | 90石   | 三方3名ずつ計9名に10石ずつ   |
| 上芸料 | 200石  | 5石ずつ                      |
| 中芸料 | 200石  | 3石ずつ                      |
| 稽古料 | 200石  | 51名以外に給する             |
| 計     | 1000石 | （五ツ物成）                 |

明治を迎えると、三方楽所の楽人は東京へ移り、江戸幕府の紅葉山楽人と合流して宮内省雅楽部に編成され、現在は宮内庁式部職楽部として活動しており、宮内庁式部職楽部の雅楽は重要無形文化財に指定されている。
また、天王寺方の伝統を受け継ぐ聖霊会の舞楽は重要無形民俗文化財であり、南都方は春日大社を中心として、雅楽のみならず、田楽、細男などの古楽もあわせて伝承し、「春日古楽保存会」雅楽部門を経て「南都楽所」を結成、「南都楽所」による春日若宮おん祭の神事芸能も重要無形民俗文化財に指定されている。

## 楽家
| 三方     | 姓   | 氏   | 家芸             |
| -------- | ---- | ---- | ---------------- |
| 南都方   | 藤原 | 芝   | 龍笛・舞         |
| 南都方   | 狛   | 東   | 鳳笙             |
| 南都方   | 狛   | 辻   | 鳳笙             |
| 南都方   | 狛   | 上   | 龍笛             |
| 南都方   | 狛   | 奥   | 龍笛             |
| 南都方   | 狛   | 窪   | 篳篥             |
| 南都方   | 狛   | 久保 | 篳篥             |
| 南都方   | 大神 | 中   | 鳳笙             |
| 南都方   | 大神 | 西京 | 龍笛             |
| 南都方   | 大神 | 井上 | 龍笛             |
| 南都方   | 大神 | 北   | 篳篥             |
| 天王寺方 | 太秦 | 薗   | 鳳笙・左舞       |
| 天王寺方 | 太秦 | 林   | 鳳笙・右舞       |
| 天王寺方 | 太秦 | 東儀 | 篳篥・右舞       |
| 天王寺方 | 太秦 | 岡   | 龍笛・左舞       |
| 天王寺方 | 安倍 | 東儀 | 篳篥             |
| 京方     | 豊原 | 豊   | 鳳笙             |
| 京方     | 大神 | 山井 | 龍笛             |
| 京方     | 安倍 | 安倍 | 篳篥・神楽歌・舞 |
| 京方     | 多   | 多   | 神楽歌・舞       |

奈良時代にはすでに家芸を父子相伝する習慣があったと考えられている。白鳳13年（684年）に歌男・歌女・笛吹者は子孫に伝えて歌笛を習わしめよという詔勅があり、下って宝亀9年（778年）には「家々の伝受の秘説」を集めた（『教訓抄』）という記事があるため、この頃には父子相伝の秘曲が存在していたと思われる。12世紀ごろにはこうした家芸は独占的なものになり、家芸以外のものは実演できなかったとされる。
しかし戦国時代の動乱を経てさまざまな変遷があり、三方楽所の楽家としては右の表にあげるような各家があった。この頃になると、父子相伝による家芸の曲目以外に、必要によって他家から一代相伝を受けて演奏するということがされるようになる。この場合の相伝というのは、具体的な技能の教授ではなく、むしろ演奏権を授ける意味である。この権利の背景には宮廷権威があり、代々楽所別当・楽奉行を務めた四辻家がこれを取り仕切った。四辻家は和琴を家芸とする羽林家であり、地下である三方楽人が和琴を弾奏する場合には、その都度その日かぎりの一日相伝を受けていた。
元禄期までは楽家以外の一般の弟子を取ることは申し合わせにより禁じられていた。しかしさらに時代が下って化政文化のころには、安倍家・多家・豊原家・芝家・辻家といった古来からの楽家から下級楽人の家々にいたるまで、多くの門人を抱えるいわゆる家元になっていった。これは楽家の収入が石高制であり、幕府や諸藩と同様に飢饉や物価上昇のあおりを受けて困窮したことに対する打開策と考えることができる。門人は武士や僧侶が多かったが、町人や農民も1～2割を占めていた。ただし明治になって一般の弟子を取ることを禁じられた時期があり、また雅楽が宮内省で集中的に管理されたこともあって、こうした家元制度は現代には続いていない。

## 三方及第
三方楽所の51名の楽人は上芸・中芸・次芸の3階級に分けられ、上芸・中芸の者には芸料が加給される仕組みであった。この階級を決定するのが三方及第あるいは楽講とよばれる全員参加型の実技試験制度である。寛文5年（1665年）に始まり、慶応元年（1865年）まで特別な事情がないかぎり4年ごとに行われた。
楽講は、各回で調子を変えながら、壱越調・平調・双調・黄鐘調・盤渉調（天保以後は太食調も）の順に日を改めながら行われた。課目は三管（笙・篳篥・龍笛）のみで、助奏として鞨鼓・太鼓のみが演奏され、曲目はすべて左方楽（唐楽）であった。上芸・中芸のいずれを受験するかをあらかじめ決め、楽講が終わった後の入札で過半数を得れば及第である。入札は各方8名が自分の属している以外の二方の受験生に対して入札するものであるが、公平を期するために上芸者のうちその年に助奏をしなかったものが最終回の楽講の前に選ばれてさらに誓状を提出していた。試験当日になってくじ引きで曲目と演奏者の組み合わせが決定されるため、左方楽の全曲目について修練を積まねばならず、したがって楽講は雅楽の伝承と洗練に大きな役割を果たしてきた。
三方は地域別の流派のようなものであったし、その中でも家ごとに秘伝秘曲の伝承をする一種の家元制が行われていた。しかし三方及第はそうした流儀を越えて技を競い批評し合うシステムであったと考えることができ、これは日本の伝統芸能の中では特異なものである。明治になって宮内省雅楽部が組織された後も、その試験法は基本的には三方及第を踏襲したものであった。

### 近代以降の主な楽人
- 林廣守（1831年 - 1896年）
- 東儀季芳（1838年 - 1904年）
- 多忠朝（1883年 - 1956年）
- 東儀和太郎（1910年 - 1993年）
- 東儀秀樹（1959年 - ）
- 芝祐靖（1935年 - 2019年 ）